# 心道流
心道流（しんどうりゅう）は、空手の流派の1つ。
正式名称は心道流空手道 心道会（しんどうりゅうからてどう しんどうかい）。
型を稽古の中心としながらそれを徐々に組手へと活かしてゆくことを特徴とし、沖縄古伝空手の継承を目指す。
他の空手のように突き・蹴りのほか投げや棒術も技に含んでいる。
流派の理念は「他尊自信」「型は美しく 技は心で」「心豊かなれば 技冴ゆる」

## 沿革
1951年の宮崎大学空手道部創立と共に座波仁吉を会長として設立された（以後、座波は最高師範を務める）。
その後、「剛柔流心道会」を名乗る時期もあったが、1983年から「心道流空手道心道会」を正式名称にしている。
2002年に座波仁吉は初代宗家となり、松山公大が第2代会長に就任した。有名な師範には宇城憲治がいる。

## 心道流の上達システム
- 基本
  - 突き・蹴り・受け・天の型・地の型・三本移動・三本約束組手・分解組手（天の型）（地の型）・基本自由組手
↓
- 型
  - サンチン（三戦）・ナイファンチン（内歩進）・パッサイ（抜塞）・クーサンクー（公相君）・セイサン（十三）
↓
- 形
  - 基本分解組手・変化分解組手・応用分解組手
↓
- 開放

## 流派独自の型
心道流は下記の5つを指定型としている
1. サンチン（三戦 - 那覇手の基本型）
  - 呼吸力、統一体、絞め
2. ナイファンチン（内歩進 - 首里手の基本型）
  - 瞬発力、入り込み
3. パッサイ（抜塞）
  - 変化、投げ
4. クーサンクー（公相君）
  - 蹴り、投げ
5. セイサン（十三）
  - はずし、攻防一如

型の正しい習得は「外形を作る」「内形を作る」「内形・外形の合一をはかる」という段階を踏みながら行われる。不変の「型」の実践によって身体を通した認識を高め、その認識を個々の人や状況における「形」へと応用してゆく。型の検証は分解組手を通じて行われる。型で練習した技が「実際にかかるかかからないか」を他人との組手で検証するのである。そして分解組手の中で得た気付きを型の練習の中にフィードバックし、ステップアップを続ける。